# Luftkriget under första världskriget

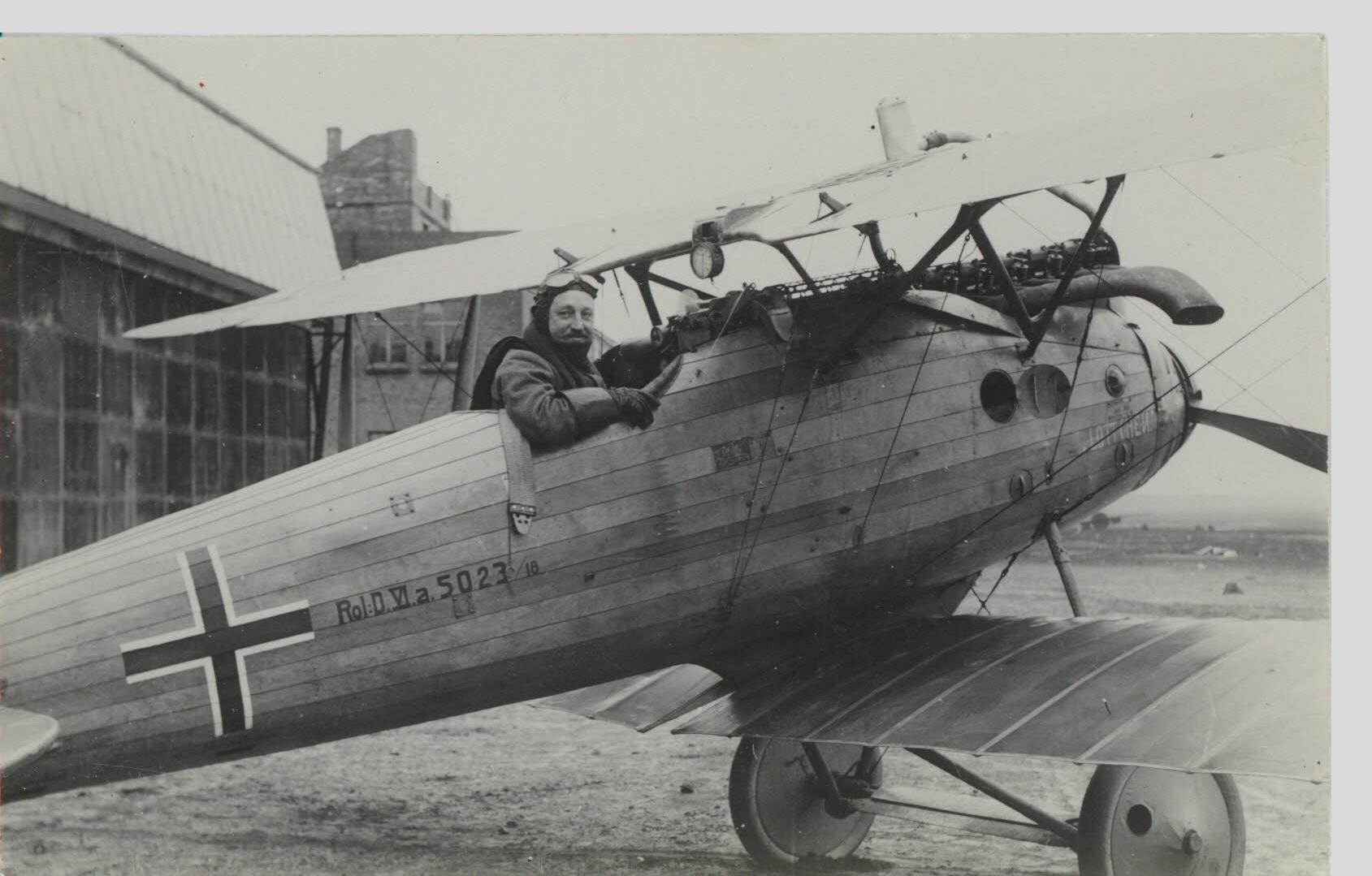
Under första världskriget utvecklades många nya typer av flygplan. På bilden syns Albatros IV inför en provflygning år 1917.

I Första världskriget användes flygplan för första gången i strid, dessa flygplan var både starka och effektiva. I början av kriget spelade inte flygplanen någon stor roll utan användes mest till spaning. När väl västfronten övergick till ett ställningskrig, och behov av att pröva olika medel för genombrott i striderna uppstod, började flygplanen användas som stridsflygplan. De besköt markmål och fällde bomber, men var först och främst konstruerade för att bekämpa andra stridsflygplan, spaningsplan och spaningsballonger. Därför uppkom begreppet jaktplan. Dessa plan var lättmanövrerade för att lätt kunna förfölja sitt mål och undvika att träffas av moteld. De var oftast dubbeldäckare (biplan) och hade bara en motor. Maxhastigheten låg mellan 100 och 200 km/h beroende på modellår. Luftstriden som konst utvecklades mycket under kriget. 
En pilot som skjutit ned minst fem fiender blev, och blir fortfarande, kallad för flygaräss. Det första flygarässet blev fransmannen Roland Garros, som även är känd för att först ha monterat en kulspruta som sköt genom propellercirkeln. Genom att sko propellerbladen med metall undvek han att skjuta sönder dem, och vann träffsäkerhet gentemot flygkropps- och vingmonterade vapen. Senare uppfanns synkroniserade kulsprutor.